# Плантајес (Долина Аосте)
Плантајес је насеље у Италији у округу Долина Аосте, региону Долина Аосте.
Према процени из 2011. у насељу је живело 69 становника. Насеље се налази на надморској висини од 536 м.